# Granát (zbraň)

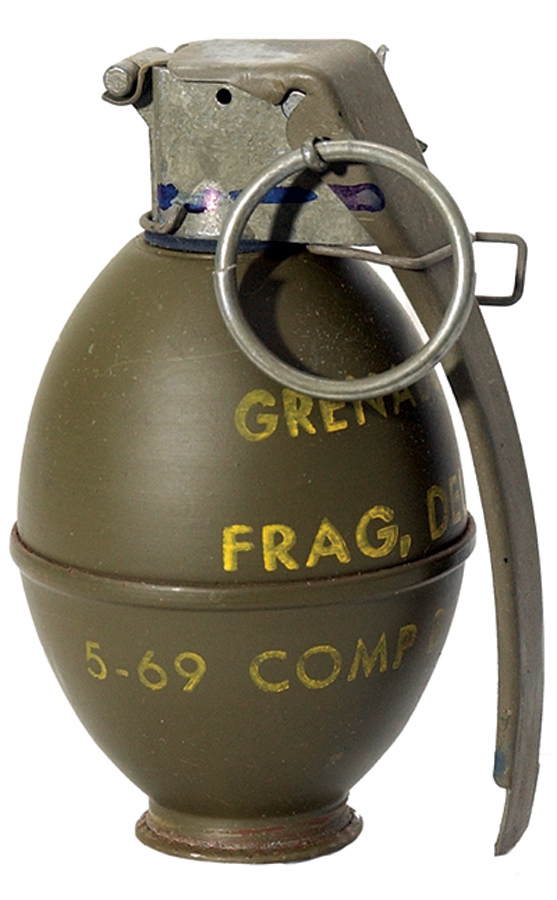
Ruční granát útočný, časovaný (US M26)

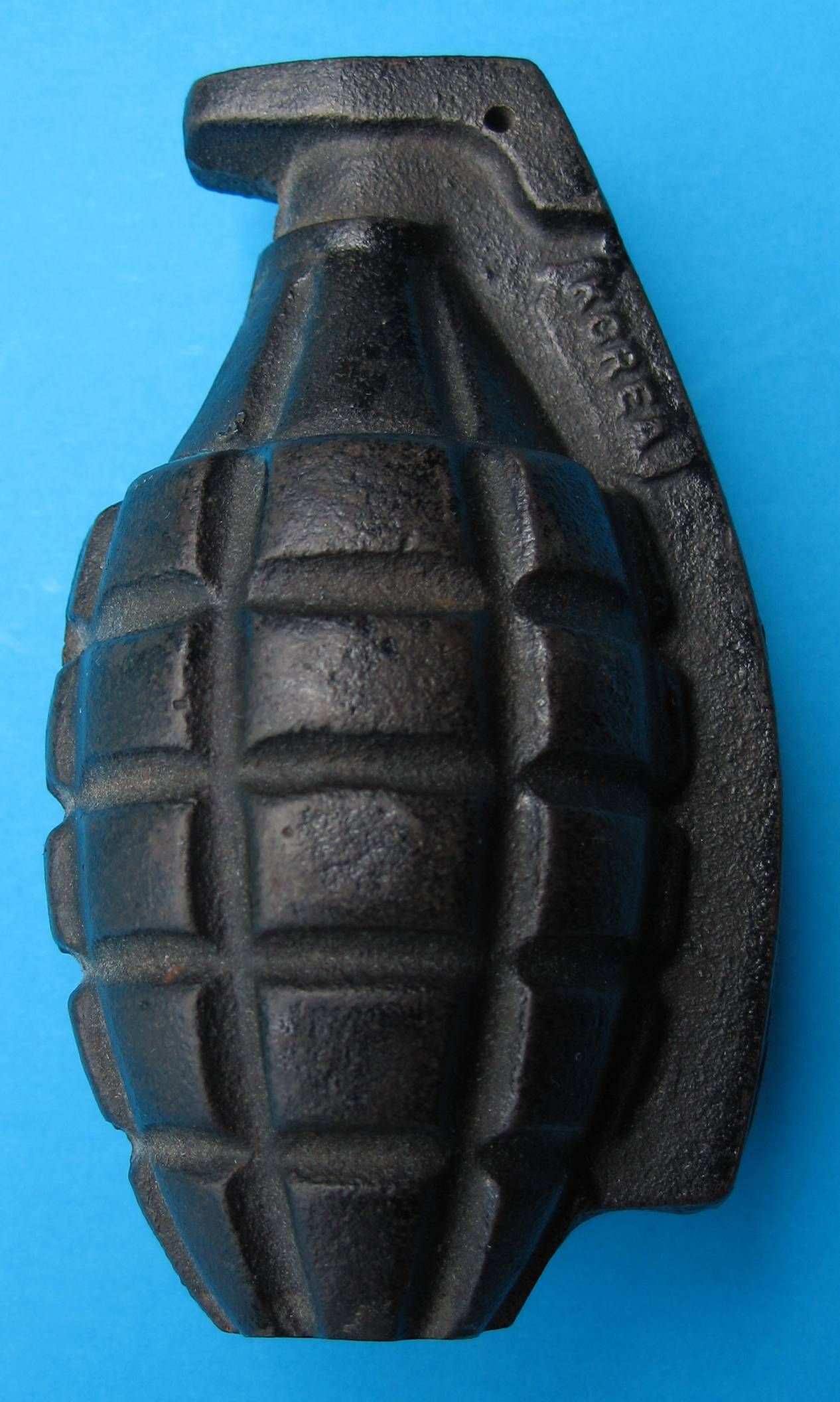
US cvičný obranný granát Mk.II tzv. Pineapple (ananas)

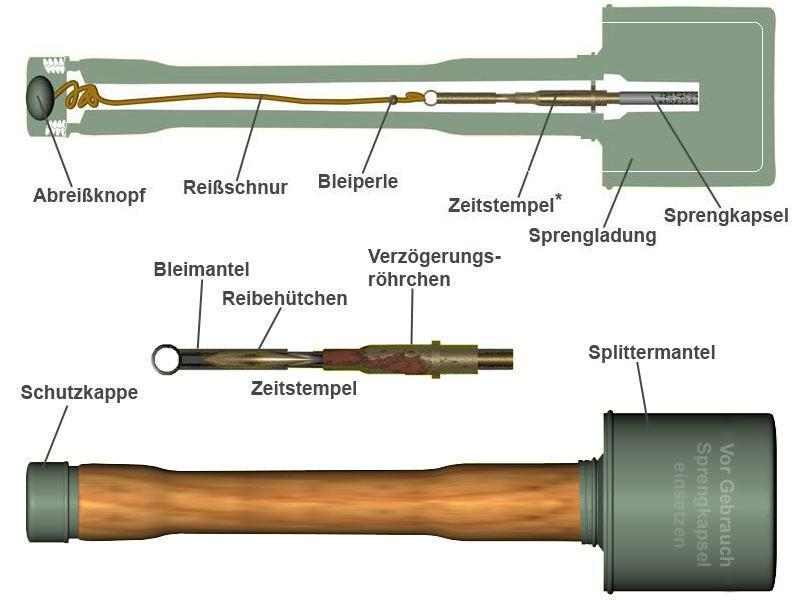
Součásti německého granátu s rukojetí (Stielhandgranate)

Granát je zbraň na bázi trhaviny. Jedná se o kovové těleso, které je naplněno explozivní látkou.
Granát je složen z výbušniny a obalu, který se vlivem exploze rozlétává do okolí a v podobě střepin zasahuje cíl. Hlavní smrtící zbraní u granátu (obranného) tak není jeho explozivní potenciál, ale části pláště, které vlivem exploze získávají pohybovou energii.

## Základní rozdělení
- granáty dělostřelecké[poznámka 1]
- granáty ruční

### Granáty ruční
Ruční granáty lze dělit podle následujících kritérií:

#### Podle způsobu vrhání
- ručně vrhané
- vystřelované z pušek
- metané z granátometů

#### Podle způsobu užití
- protipěchotní granát
- protipancéřový granát (protitankové)

#### Podle funkce
- 1. Útočný granát

Je opatřen slabým pláštěm. Má za úkol na vzdálenost dohozu (10 až 20 m) zranit či usmrtit nepřítele, ale neohrozit a podpořit útočící jednotky, proto je jeho smrtící zóna menší než u obranného granátu.
- 2. Obranný granát

Je opatřen silným pláštěm. Je používán obránci, kteří se většinou mohou schovat do připravených pozic, a proto je jeho smrtící zóna mnohem větší. Zabíjí střepinami.
- 3. Speciální granát
  - zápalný
  - kumulativní, často s padáčkem pro vhození z bezprostřední blízkosti na střechu automobilu či obrněného transportéru
  - dýmový
  - osvětlující
  - plynový (slzný plyn ...)
  - flashbang (oslepující a ohlušující granát)
  - Termitový granát (v angličtine thermite grenade) (Tepelný granát. Obsahuje směs pyrohliníku a oxidu železitého, která po zapálení vydává teplotu 2000–3000 °C. Nepoužívá se jako zbraň, ale na likvidaci vybavení, aby jej nemohl použít nepřítel. Například vhozením granátu do motoru auta dojde k jeho protavení a auto bude nepoužitelné. Vysoká teplota sama způsobí tavení kovů v blízkosti a struska železa vzniklá při hoření termitu protavuje blok motoru. K hoření termitu není potřeba kyslík, ten je obsažen přímo ve směsi. Při kontaktu s vodou může dojít i k explozi. Extrémní teplota rozloží vodu na kyslík a vodík. Vodík s kyslíkem vytvářejí třaskavou směs a termitem je tato směs okamžitě zapálena. Může být použit též jako zápalný granát.)
  - termobarický granát - obsahem je typicky kolem 300 g výbušniny s obsahem práškového hliníku, pro vhození do místností a útok tlakovou vlnou, má slabý plášť, místnost je následně zahlcená dýmem
- Cvičný granát

#### Podle zapalovače
- dopadový
- časovaný
- kombinovaný (oba způsoby)